# Roger Nilsen
Roger Nilsen (ur. 8 października 1969 w Tromsø) – norweski piłkarz grający na pozycji lewego obrońcy. Jest starszym bratem Steinara Nilsena, byłego gracza Tromsø IL, A.C. Milan i SSC Napoli.

## Kariera klubowa
Pierwszym klubem Nilsena w karierze był mały amatorski zespół o nazwie Kvaløysletta IL. Jego pierwszym profesjonalnym klubem został Tromsø IL z rodzinnego miasta. W 1987 roku zadebiutował w jego barwach w pierwszej lidze, jednak przez dwa lata rozegrał tam tylko 4 spotkania i w 1989 roku przeszedł do Vikinga. Tam wywalczył miejsce w podstawowym składzie. W swoim pierwszym sezonie w Vikingu zdobył Puchar Norwegii, a w 1991 roku sięgnął po swój pierwszy tytuł mistrza Norwegii i pierwszy dla Vikinga od 9 lat.
Jesienią 1993 roku Nilsen został wypożyczony do niemieckiego 1. FC Köln, a w jego barwach zadebiutował 14 listopada w wygranym 1:0 domowym meczu z Bayerem 04 Leverkusen. W barwach klubu z Kolonii rozegrał 10 spotkań w Bundeslidze i zajął z nim 12. miejsce. Po sezonie wrócił do Vikinga i do końca roku grał w tym klubie.
2 listopada 1993 roku Nilsen podpisał kontrakt z angielskim Sheffield United, który zapłacił za niego 550 tysięcy funtów. 6 listopada zadebiutował w Premiership w przegranym 1:2 domowym meczu z Norwich City. W Sheffield od początku występował w pierwszym składzie, jednak w 1994 roku spadł z nim do Division One. Na drugim szczeblu rozgrywek w Anglii Nilsen występował z Sheffield przez blisko 4,5 roku, ale nie udało się United powrócić do Premieship. 26 marca 1999 przeszedł za darmo do Tottenhamu Hotspur, jednak zaliczył tam tylko 3 spotkania. Latem odszedł do austriaackiego Grazer AK i zdobył z nim Puchar Austrii.
W 2000 roku Roger wrócił do Norwegii. Został piłkarzem Molde FK, z którym zajął 7. miejsce w lidze, a w 2001 – 5. W 2002 roku odszedł do Bryne FK, z którym w 2003 roku spadł do drugiej ligi. Karierę kończył w Stavanger IF w 2004 roku.

## Kariera reprezentacyjna
W reprezentacji Norwegii Nilsen zadebiutował 31 października 1990 roku w wygranym 6:1 towarzyskim meczu z Kamerunem. W 1994 roku został powołany przez selekcjonera Egila Olsena na Mistrzostwa Świata w USA, na których nie wystąpił w żadnym spotkaniu. Ostatni mecz w kadrze rozegrał w 2000 roku przeciwko Szwecji (1:1). Łącznie w drużynie narodowej wystąpił 32 razy i strzelił 3 gole.

## Kariera trenerska
Po zakończeniu kariery Nilsen został w 2006 roku trenerem Stavanger IF, z którym awansował z czwartej ligi do trzeciej. W 2007 roku został asytentem trenera Uwe Röslera w Vikingu Stavanger.